# Banjargondang
Banjargondang is een bestuurslaag in het regentschap Lamongan van de provincie Oost-Java, Indonesië. Banjargondang telt 1500 inwoners (volkstelling 2010).